# 89e parallèle sud
Pour les articles homonymes, voir 89e parallèle.
En géographie, le 89e parallèle sud est le parallèle joignant les points de la surface de la Terre dont la latitude est égale à 89° sud.

## Géographie

### Dimensions
Dans le système géodésique WGS 84, au niveau de 89° de latitude sud, un degré de longitude équivaut à 1,949 km ; la longueur totale du parallèle est donc de 702 km, soit environ 2 % de celle de l'équateur. Il en est distant de 9 890 km et du pôle Sud de 112 km,.

### Régions traversées
Le 89e parallèle sud passe intégralement au-dessus du continent Antarctique.